# المواد العضوية الملونة الذائبة

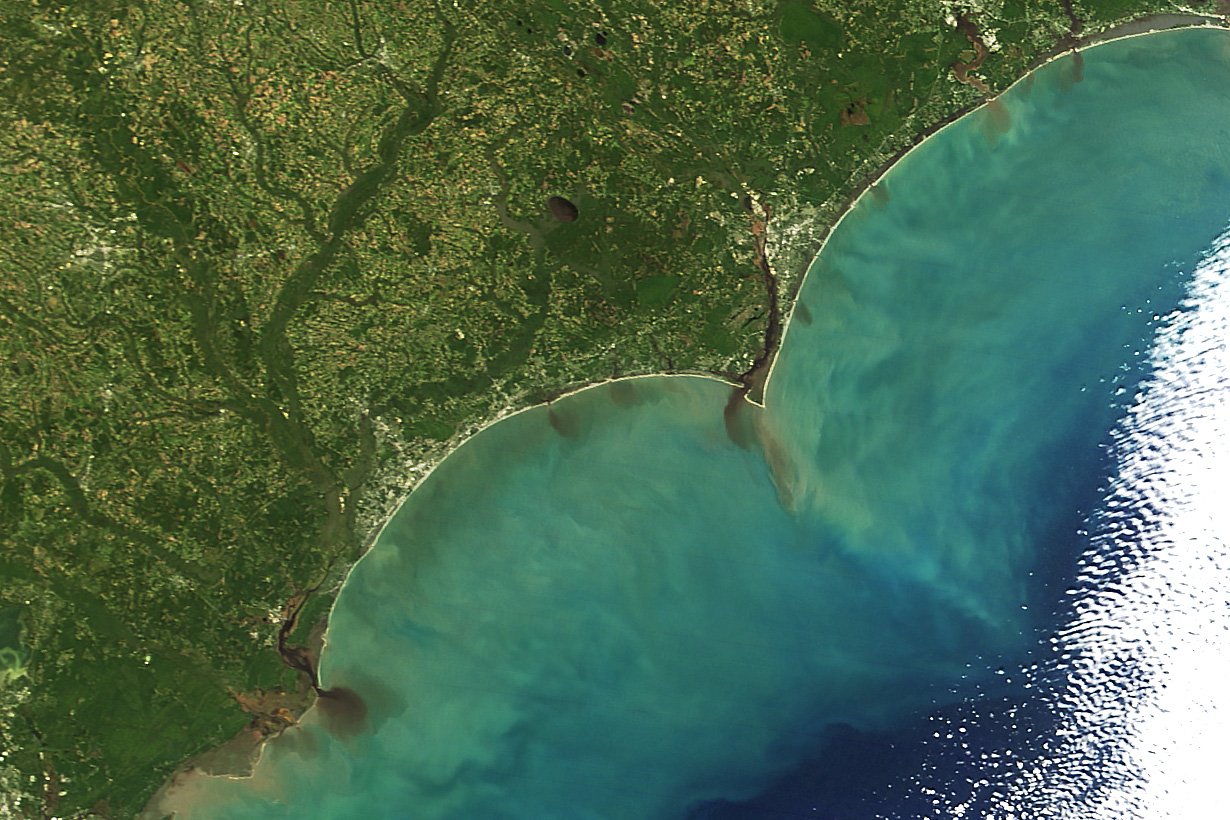

## المواد العضوية الملونة الذائبة
المواد العضوية الملونة الذائبة (بالإنجليزي : CDOM) Colored dissolved organic matter))، هي المواد عضوية ذائبة في الماء يمكن قياس مكوناتها بصريا، تنتج بشكل طبيعي من تحلل المخلفات في البيئة المائية ولها قدرة امتصاص الضوء ذو الأطوال الموجية القصيرة بين الإشعاع الأزرق والأشعة الفوق بنفسجية بينما الماء النقي يمتص أطوال موجية أكبر مثل الضوء الأحمر، لذلك يبدو لون الماء النقي أزرق لأنه لايحتوي على مواد عضوية ملونة ذائبة بينما المياه الأخرى تبدو خضراء، أو أصفر مخضر وصولا إلى اللون البني وذلك حسب نسبة المواد الذائبة.

## أهميتها
المواد العضوية الملونة الذائبة لها أثر كبير على النشاط البيولوجي في النظام المائي :
1-	فهي تقلل مرور الضوء خلال الماء وهذا بدور ه يؤثر على التمثيل الضوئي فيمنع نمو النباتات العالقة التي تشكل أساس السلاسسل الغذائية في المحيط.
2-	مصدر رئيسي للأكسجين في الغلاف الجوي.
3-	حماية الحمض النووي لكائنات حية لها حيث أنها تمتص الأشعة الفوق بنفسجية الضارة.
امتصاص الأشعة الفوق بنفسجية يعمل على تبييض CDOM وخفض الكثافة الضوئية وقدرة الامتصاص.
هذا التبييض ينتج عنه جزيئات منخفضة الوزن تستخدمها الميكروبات وتفاعلات الأ كسجين مؤدية إلى تلف الأنسجة.
على الرغم من اختلاف المواد العضوية الملونة الذائبة إلا أنها تنتج في المقام الأول من عوامل طبيعية، الأنشطة البشرية، الزراعة، تصريف النفايات السائلة، إضافة إلى تصريف الأراضي الرطبة.

## وصلات خارجية
•	The Color of the Ocean from science@NASA